# Vrije Universiteit Berlijn
De Vrije Universiteit Berlijn (Duits: Freie Universität Berlin, afgekort als FU Berlin), is de grootste universiteit van Berlijn.

## Geschiedenis

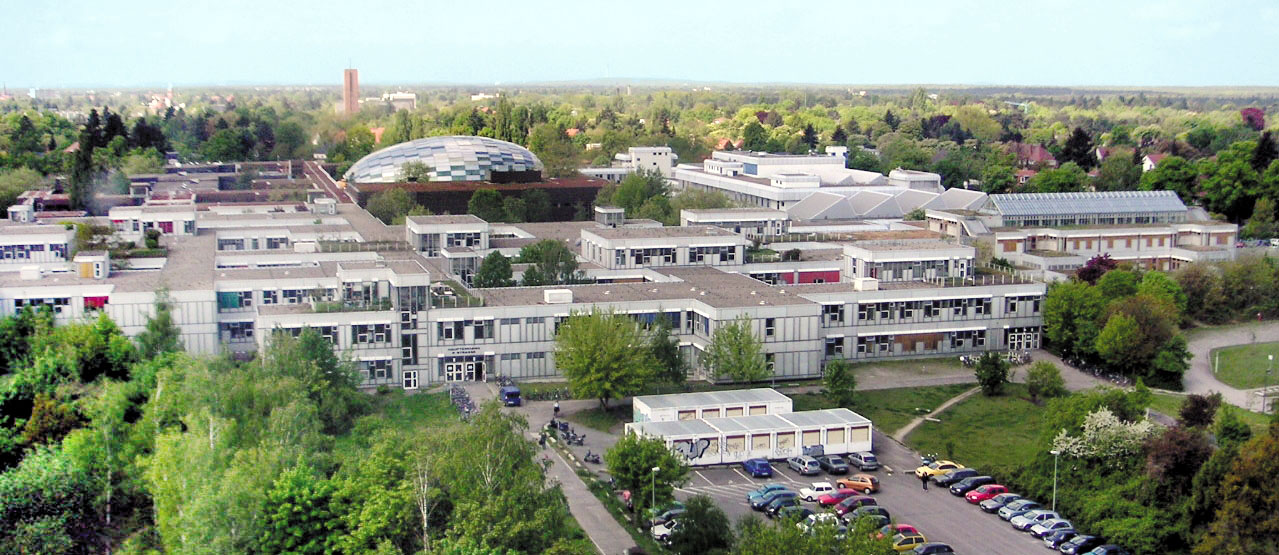
Gebouw Rost- und Silberlaube

De Freie Universität is opgericht in 1948 als reactie op de inperking van de academische vrijheden op de traditionele universiteit van Berlijn, de Humboldt-Universiteit. Deze was in het oostelijke deel van Berlijn gevestigd, in de Sovjet-sector. De communisten oefenden een toenemende invloed uit aan de Humboldt-Universiteit hetgeen leidde tot protesten van professoren en studenten. Dit protest leidde tot arrestaties door de geheime dienst van de Sovjet-Unie, de MVD. De arrestanten werden door een militair tribunaal veroordeeld tot 25 jaar dwangarbeid. Tegen de achtergrond van de Blokkade van Berlijn besloot de magistraat van Berlijn, die inmiddels in West-Berlijn gevestigd was, tot de oprichting van een Vrije Universiteit.

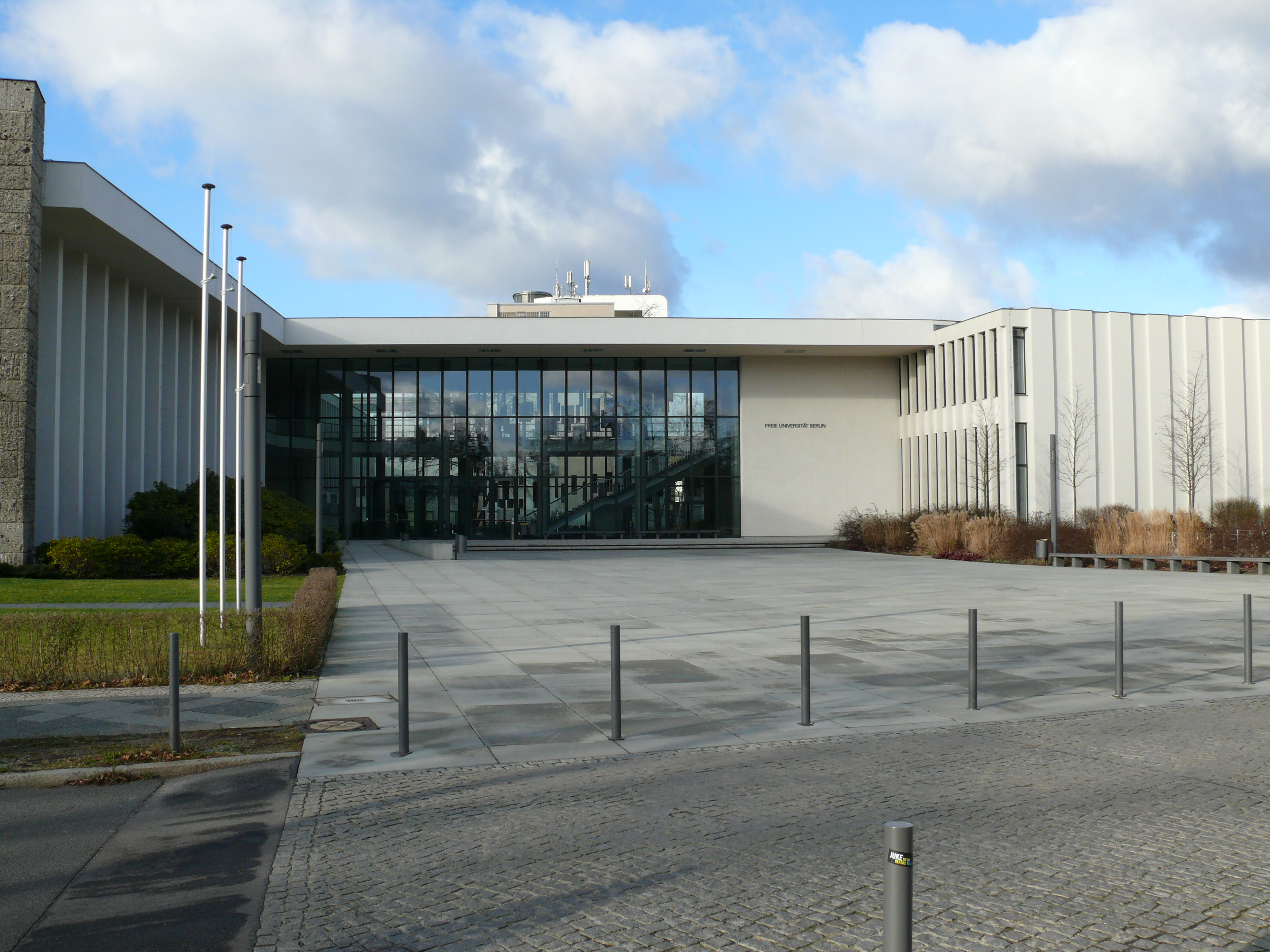
Henry Ford gebouw (collegezaal)

In de jaren zestig werd de Freie Universität een van de bolwerken van de studentenrevolte in West-Duitsland. De bekendste leider van de studentenbeweging, Rudi Dutschke, studeerde aan de FU.

## Structuur
De universiteit heeft 12 verschillende faculteiten (FB, Fachbereiche):
- FB Biologie, Scheikunde en Farmacie
- FB Aardwetenschappen
- FB Historische en Culturele Studies
- FB Rechtsgeleerdheid
- FB Economie
- FB Wiskunde en Informatica
- FB Onderwijs en Psychologie
- FB Filosofie en Geesteswetenschappen
- FB Fysica
- FB Politieke en Sociale Wetenschappen
- FB Diergeneeskunde
- Charité - University Medicine Berlin

## Bekende alumni en docenten
- Herta Müller, Nobelprijs voor de Literatuur 2009 (hoogleraar)
- Gerhard Ertl, Nobelprijs voor de Scheikunde 2007 (hoogleraar)
- Reinhard Selten, Nobelprijs voor de Economie 1994 (hoogleraar)
- Kenzaburo Oë, Nobelprijs voor de Literatuur 1994 (hoogleraar)
- Ernst Ruska, Nobelprijs voor de Natuurkunde 1986 (hoogleraar)
- Erwin Gohrbandt, medicus en uitvoerder van de eerste vaginoplastiek (hoogleraar)
- Kirsten Zickfeld, Duits klimaatwetenschapster

## Nederlands
De Freie Universität kent een van de grootste opleidingen Nederlandse Taal en Cultuur buiten Nederland en Vlaanderen.